# Red Davis
James R. "Red" Davis (Nueva York, 22 de abril de 1932) es un exjugador de baloncesto estadounidense que disputó una temporada en la NBA. Con 2,01 metros de estatura, jugaba en la posición de pívot.

## Trayectoria deportiva

### Universidad
Jugó durante su etapa universitaria con los Red Storm de la Universidad St. John's.

### Profesional
Fue elegido en la quincuagésimo segunda posición del Draft de la NBA de 1954 por Rochester Royals, con los que disputó cinco partidos, en los que promedió 0,7 puntos y 1,3 rebotes.

## Estadísticas de su carrera en la NBA

### Temporada regular
| Temporada | Edad | Equipo           | Liga | Pos. | P | TIT | MIN | TC  | TCA | %TC  | 3P | 3PA | %3P | TL  | TLA | %TL   | R.OF. | R.DEF. | REB | ASIS | ROB | TAP | PER | FP  | PTS |
| 1955-56   | 23   | Rochester Royals | NBA  |      | 3 |     | 5.3 | 0.0 | 2.0 | .000 |    |     |     | 0.7 | 0.7 | 1.000 |       |        | 1.3 | 0.3  |     |     |     | 0.7 | 0.7 |
| Total     |      |                  | NBA  |      | 3 |     | 5.3 | 0.0 | 2.0 | .000 |    |     |     | 0.7 | 0.7 | 1.000 |       |        | 1.3 | 0.3  |     |     |     | 0.7 | 0.7 |